# 三井殊法
三井 殊法（みつい しゅほう、1590年（天正18年） - 1676年10月16日（延宝4年9月9日））は、江戸時代の女性商人である。殊法とは法体の名。本名は不明。三井家（のちの三井財閥）の遠祖。「前垂れ商法（まえだれしょうほう）」の元祖といわれる。

## 生涯
殊法は伊勢国多気郡丹生村（現 三重県多気町）で永井左兵衛の子として生まれた。永井家は屋号を角屋とする地元の豪商であった。
本名が伝えられていないが、これは殊法が後年、仏道に帰依し信心を怠らず、法号をもって通称とし、本名をはぶいたのでは、とされる。
1602年（慶長7年）、殊法13歳で、伊勢国松阪（現 三重県松阪市）の三井家に嫁ぐ。夫は三井則兵衛高俊。近江国鯰江（現 滋賀県東近江市附近）の元城主・三井越後守高安の長子としてこのとき22歳であった。
三井家は、高安の代で、武家から町家に転向し、質屋や酒・味噌の販売をおこなっていた。越後屋（のちの三越）の屋号はここから由来するといわれている。
殊法は、夫高俊が、かなてより父高安から武士の訓育を受け、町人の気質に疎いことを気にかけ、家業の今後を深く案じ、自ら商売の道をつくって子どもにその作法を教え、実践したとされる。殊法が夫に変わり、家業の商売一切を取り仕切ることで、家業の立直しが図られた。そして、夫との間に4男4女をもうけ、そのうち四男が八郎兵衛高利（三井高利）である。
殊法は子どもたちに江戸や京都、大阪に呉服や両替の商売を興させ、これがのちの三井家の祖となる。1676年10月16日（延宝4年9月9日）、殊法87歳で没する。戒名は「智光院殿華月殊法大姉」。松阪の来迎寺に葬る。

## 人物・エピソード

江戸時代の女性商人・三井殊法（1590 - 1676）が三男に宛てて書かれた手紙

「殊法大姉行状」（三井文庫、1925）は三井殊法にまつわるエピソードが多数収載されている。
若い頃から商才に長けていた。殊法の孫が後年記した「商賣記」によると次のように記されている。
『若き時分より、天性商心、始末、費をいとひ、古今めづらしき女人にて候。』（若い頃より天性の商売上手で知られ、無駄な出費を望まず、世間に聞いたこともない素晴らしい女性でありました。）
家業の質屋や酒・味噌の販売を次のように行っていた。薄利多売の、いわゆる「前垂れ商法」の由来はここからと言われる。（商讀記）
『質物など外よりは利分も少々安く致し、かさを取り候様にいたされ候。又、酒、味噌など買人どもへあしらひ、自身それぞれに茶たばこ冷食等にても買人の使の者にあいそういたされ候。』 （質物はほかの店より利息を少し安くし、かさ（商い高）をふやす方法で行いました。またお酒や味噌など買う人をもてなし（優遇し）、（殊法）自らお茶やたばこ、茶華などで買い手の使用人に愛想でもてなしをしました。）
こうした商売がまちで評判となり、伊勢松阪の城主・古田大膳（古田重治）の耳に届き、殊法夫婦を城中に呼び出して酒を買い上げ、大膳から「越後殿酒屋」と呼ばれ、これが「越後屋」のもととなった。城主声掛の評判により地元の名士として、殊法は歩むことになる。
殊法は、商売が軌道に乗っても驕ることなく、仏心信心深く、慈悲深い女性であったことが「商賣記」に示されている。
『慈悲深き人にて、佛神信仰つよく、常精進の後、毎日寒中にも、朝七ツに起、水をあび、それより、神佛祈り申し候』 （殊法は、慈悲深く、信仰心が篤く、常に精進される日々の中で、朝午前4時に起き、水行を行い、神仏に（家族の健康と家業繁栄）を祈りました。）
参詣の折、道中に古い縄が落ちていると、それを拾い、近くの知人のもとへ、「おさ藁」（家の壁土を練る時のつなぎの藁）として届けたり、元結の切れ端で、観世紙縒り（和紙をさいてこよりにしたもの）をつくったり、そのような質素倹約が徹底されたエピソードがいくつも残されている。
殊法は、長男を幼少より江戸にたたせ、呉服屋が大阪や京都にのれんを広げると、四男・高利を14歳で、京都に向かわせ、商売の厳しい修行の鍛錬を積ませた。これが、越後屋呉服店の商才を発揮する高利のもととなる。子育てを通じて、世間の厳しさを実践的に諭す一方、優しく温かく子どもたちを見守るさまは、殊法大姉筆跡において、殊法が亡くなる直前に、京都で修業を積む高利に宛てて書かれた、筆跡美しい手紙（「殊法大姉筆跡」）が物語っている。
『たより候へて、ひと筆申し候べく候。そこもと三郎兵衛、五郎八 貴殿、いずれも息才の由、満足申し候。ここも、うちこ共、どれもどれも、そく才に御いり候。かもしちかぢかに、よろこびまへに御いり候。此のひとと同心候へて、おん下りあるべく候。』（手紙を送りたく、一筆申し上げたく思います。三郎兵衛（＝次男・重俊）や五郎八、あなた（高利）、いずれも、息災（達者）でとても満足しています。ここ（松阪の実家）も店員子どもも、みんな達者でいます。壽讃（四男・高利の妻）が近々、慶事（出産）まえになります。力を合わせていますので、どうか下って（戻って）きてもらえると。）
殊法は、87歳で、亡くなる直前、臨終の折、まもなく息絶えることを直感し、枕元に嫁を呼び、「蔵の中、二階の物置にからし入りの袋が2つあり、自らの仏事にお越しになる方に配るように、自分の体は固くなる。これから足を曲げる」と言い遺したとされる。最後まで信心とまわりへの気遣いを示す内容が残されている。
殊法の商才、子育ては、高利らの名商を生み、三井家の柱となった。後年、同家の名女として明治の実業家である広岡浅子にも大きな影響を与えたといわれる。